# Abraham Yakin

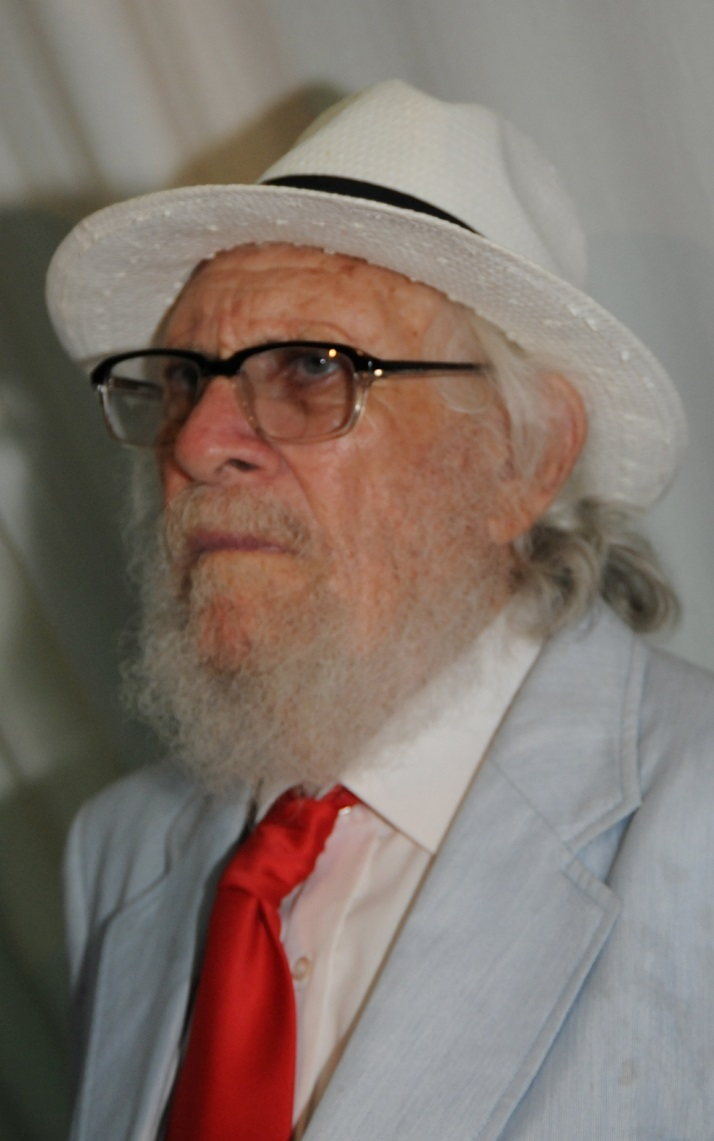

Abraham Yakin (Jeruzalem, 31 juli 1924 – 10 mei 2020) was een Israëlisch beeldend kunstenaar en graficus. Hij exposeerde in Israël, de Verenigde Staten en verschillende landen van Europa. Yakin was getrouwd met Hannah Yakin (geb. Van Hulst). Zowel het echtpaar als de kinderen hielden of houden zich intensief bezig met beeldende kunst.

## Biografie
Abraham Yakin werd geboren als zoon van Jitschak Yakin uit Syrië en Emilie Betito uit Alexandrië. Hij leerde in zijn jeugd verschillende talen spreken: met zijn vader sprak hij Hebreeuws, met zijn moeder Frans en de ouders spraken onderling Arabisch met elkaar. In de buurt werd overwegend Ladino gesproken. Yakin bezocht de kloosterschool "Ratisbonne", waar Frans de voertaal was en ook Hebreeuws, Arabisch en Engels werd onderwezen.
Yakin stopte zijn schoolopleiding op 14-jarige leeftijd, waarna hij zijn ouders hielp bij het onderhoud van zijn vijf jongere broers en zijn zusje. De Tweede Wereldoorlog brak uit toen hij zestien jaar oud was. In 1943 meldde hij zich bij de Britse marine, waar hij tot 1946 diende. 
Van 1946 tot 1948 maakte Yakin deel uit van de Hagana, een zionistisch-joodse paramilitaire organisatie gedurende het Britse mandaat over Palestina (1920 - 1948). Na de onafhankelijkheidsverklaring van Israël in 1948 diende hij nog twee jaar in het Israëlische leger.
Ondertussen volgde Yakin cursussen aan de Bezalel Kunstacademie in Jeruzalem. Zijn eerste tentoonstelling had hij in 1953, in Jeruzalem. Vervolgens werkte hij van 1955 tot 1965 als graficus aan de afdeling Geologie van de Hebreeuwse Universiteit en ontwikkelde hij zich als tekenaar en aquarellist. Later bekwaamde hij zich tevens in houtsnijden, zeefdrukken en vooral etsen, een techniek waarin hij jarenlang met zeer veel succes heeft gewerkt. 
In zijn latere jaren schilderde hij vooral in olieverf en werkte hij soms samen met zijn zoon Adam Yakin om reusachtige poppen te maken.

## Persoonlijk
In 1957 trouwde Yakin met de Nederlandse Hannah van Hulst, de dochter van een Joodse moeder, de Antwerpse Pauline (Paula) Horowitz (1899-1945), zus van prof. dr. ir. Alexandre Horowitz (1904-1982), en een niet-Joodse vader, ir. Jan van Hulst (1903-1975), die in de Tweede Wereldoorlog een belangrijke rol speelde in de Nederlandse ondergrondse en daarvoor in 1997 postuum door Jad Wasjem werd onderscheiden. Ter ere van zijn schoonvader richtte Yakin in 1959 een standbeeld op. Het echtpaar had acht kinderen.

## Prijzen en tentoonstellingen
In 1958 vond in Jeruzalem de eerste tentoonstelling van Yakins werk plaats. Vanaf 1962 exposeerde hij vooral in Israël, Nederland, België, Italië en de Verenigde Staten. In 1964 kreeg hij in Parijs de International Adolphe Neumann prize uitgereikt. Tussen 1970 en 1999 exposeerde Yakin in Israël, Nederland, Zwitserland, Frankrijk, Zuid-Afrika, Canada en de Verenigde Staten, sindsdien vooral in Israël en Nederland. Tot de jaren tachtig van de twintigste eeuw exposeerde het echtpaar Yakin bijna altijd samen.